# Le Passage (Isère)
Le Passage – miejscowość i gmina we Francji, w regionie Owernia-Rodan-Alpy, w departamencie Isère.
Według danych na rok 1990 gminę zamieszkiwało 516 osób, a gęstość zaludnienia wynosiła 77 osób/km² (wśród 2880 gmin regionu Rodan-Alpy Le Passage plasuje się na 1132. miejscu pod względem liczby ludności, natomiast pod względem powierzchni na miejscu 1382.).